# Тернопільське обласне суспільно-культурне товариство «Надсяння»
Тернопільське обласне суспільно-культурне товариство «Надсяння» — товариство, що об'єднує українців Тернопільщини, яких примусово переселили (депортували) 1945-1946 із басейну р. Сян (колишні Ліський, Перемиський, Ярославський та Любачівський повіти Польщі).
Основна мета діяльності — збереження та розвиток культурних надбань українців Надсяння, їх популяризація серед громадськості; організація тематичних наукових конференцій, лекцій, виставок, виступів у ЗМІ.

## Історія
Товариство засноване 20 червня 1993 року. Очолив його відомий в Тернопільській області науковець, педагог, краєзнавець, громадський діяч Йосип Свинко. Нині товариство очолює Василь Мосула.
Осередки товариства є в м. Тернопіль, Бережанському, Борщівському, Бучацькому, Гусятинському, Збаразькому, Підволочиському, Теребовлянському, Чортківському та інших районах області.
Співпрацює з Перемиським відділенням Об'єднання українців Польщі. Члени товариства щорічно беруть участь в урочистостях, присвячених вшануванню пам'яті борців за волю України (вояків УГА, УНР, УПА), похованих у с. Пикуличі поблизу м. Перемишль (Польща) та автора музики гімну «Ще не вмерла Україна» М. Вербицького, уродженця Надсяння; відвідують свої колишні оселі, впорядковують могили рідних. Товариство підтримує контакти з українською початковою школою та ліцеєм імені М. Шашкевича в Перемишлі.

## Джерело
- Й. Свинко. «Надсяння» // Тернопільський енциклопедичний словник : у 4 т. / редкол.: Г. Яворський та ін. — Тернопіль : Видавничо-поліграфічний комбінат «Збруч», 2005. — Т. 2 : К — О. — 706 с. — ISBN 966-528-199-2. — С. 593.